# Andrejs Štolcers
Andrejs Štolcers (Riga, 8 luglio 1974) è un ex calciatore e allenatore di calcio lettone, di ruolo centrocampista.

## Carriera

### Calciatore

#### Club
Ha giocato in patria con l'Olimpija Rīga (con cui ha vinto la Coppa di Lettonia 1994), Skonto (in due periodi: 1996-1997, vincendo due campionati, e 2006-2007) e Olimps Rīga.
In Ucraina ha giocato dal 1997 al 2000 con la maglia del Šachtar.
Nel 2000 ha vinto il campionato russo con la maglia dello Spartak Mosca, in cui era andato in prestito.
Tra il 2001 e il 2004 gioca col Fulham in Inghilterra: lì vinse la First Division 2000-2001, conquistando l'accesso alla Premier League; col Fulham ha vinto anche la Coppa Intertoto UEFA 2002. Rimasto ai margini della prima squadra, nella stagione 2004-2005 andò nella quarta serie inglese col Yeovil Town.
Nel 2005-2006 vinse il campionato azero con la maglia del FK Baku.
Nel 2009 tornò in Inghilterra dove chiuse la carriera vestendo prima la maglia del Bath City, in sesta serie, poi quella dell'Hayes & Yeading Utd in quinta serie.

#### Nazionale
Ha giocato 81 gare con la nazionale lettone, tra il 1994 e il 2005, con sette reti all'attivo.
Štolcers ha esordito con la nazionale il 2 giugno 1994, giocando il primo tempo dell'amichevole contro Malta, prima di essere sostituito da Aleksandrs Jeļisejevs. La sua prima rete in nazionale risale al 25 giugno 1997, in amichevole contro Andorra.
Partecipò alla storica spedizione lettone ai Campionato europeo di calcio 2004 in cui Štolcers giocò solo l'ultima gara contro i Paesi Bassi entrando nei minuti finali al posto di Imants Bleidelis.

### Allenatore
Nel 2016 è stato per alcuni mesi allenatore del Loures in Portogallo. Ha allenato le giovanili del Yuen Long e del Fulham.
Nel 2019 in Hong Kong è stata prima allenatore e poi direttore tecnico dell'Eastern, ruolo ricoperto fino a maggio 2020.

## Palmarès

### Club

#### Competizioni nazionali
- Campionato lettone: 2

Skonto: 1996, 1997
- Coppa di Lettonia: 1

Olimpija Riga: 1994
- Campionato russo: 1

Spartak Mosca: 2000
- Campionato inglese di seconda divisione: 1

Fulham: 2000-2001
- Campionato inglese di quarta divisione: 1

Yeovil Town: 2004-2005
- Campionato azero: 1

FK Baku: 2005-2006

#### Competizioni internazionali
- Coppa Intertoto UEFA: 1

Fulham: 2002

### Nazionale
- Coppa del Baltico: 2

2001, 2003